# Ши Цзинлинь
Ши Цзинлинь (кит. упр. 史婧琳, пиньинь Shǐ Jìnglín); род. 3 января 1993 года в Нанкине, Китай) — китайская пловчиха-брассистка. Многократная медалистка международных соревнований, включая Олимпийские игры, чемпионаты мира и Летние Азиатские игры.

## Карьера
Впервые попала в китайскую сборную на Азиатских играх 2014 года в Инчхоне, где выиграла золотую и бронзовую медали. В первом финале, превзойдя японку Канако Ватанабэ и побив рекорд Азиатских игр, стала чемпионкой на дистанции 100 метров брассом. На следующий день, на дистанции 200 метров брассом, Ши стала третьей, финишировав за японским дуэтом Канако Ватанабэ и Риэ Канэто.
На чемпионате мира 2015 года в Казани, Ши опять стала обладательницей золотой и бронзовой медалей. В плавании на 100 метров брассом, с личным рекордом показала 5 результат в финале, уступив 0,13 секунд третьему месту. Тремя днями спустя, Ши завоевала бронзовую медаль в плавании на 200 метров брассом, показав одинаковое время вместе с испанкой Хессике Валь Монтеро и датчанкой Рикке Мёллер Педерсен. В последний день соревнований, в составе сборной с участием Фу Юаньхуэй, Лу Ин и Шэнь До стала чемпионкой мира в комбинированной эстафете 4×100 метров.
На Олимпийских играх 2016 года в Рио-де-Жанейро боролась за медали в трёх видах. В плавании на 100 метров брассом заняла 4-е место, на следующей дистанции — 200 метров брассом — стала бронзовым призёром. В последний день плавательного турнира, в составе эстафетной сборной, стала четвёртый в комбинированной эстафете 4×100 метров.